# Kölliken
Kölliken es una comuna suiza del cantón de Argovia, ubicada en el distrito de Zofingen. Limita al norte con la comuna de Oberentfelden, al este con Muhen, al sureste con Holziken, al sur con Uerkheim, y al oeste con Safenwil y Gretzenbach (SO).

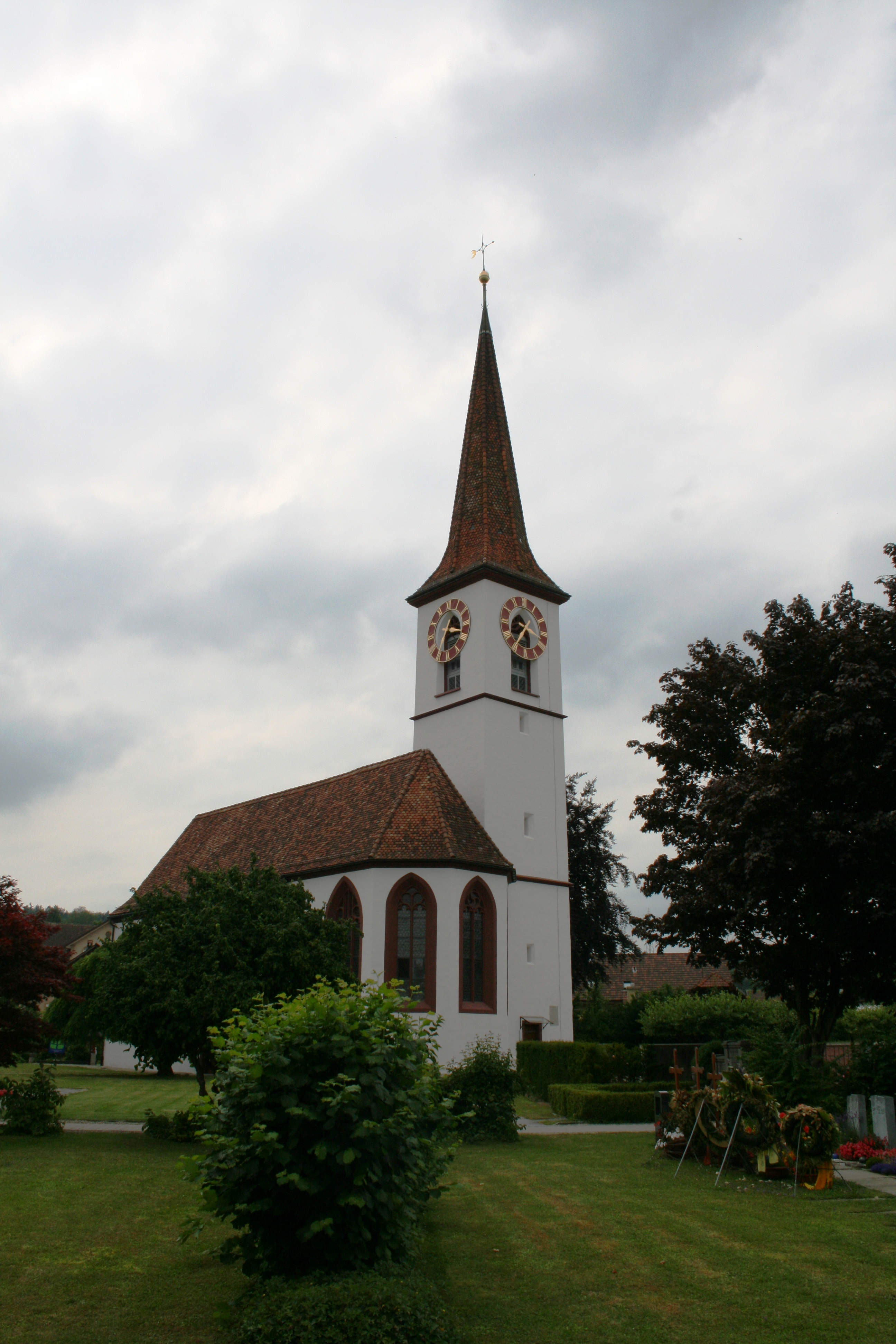
Iglesia protestante.

## Transportes
Ferrocarril
Cuenta con dos estaciones ferroviarias, Kölliken Oberdorf situada en la zona sur del núcleo urbano, y Kölliken, que es la más céntrica.

## Personajes ilustres
- DJ Bobo, nacido en Kölliken.